# ロバート・イリメスク
ロバート・イリメスク（Robert Irimescu、1996年3月1日 - ）は、スーペルリーガ、CSAステアウア・ブクレシュティに所属するラグビーユニオン選手。

## プロフィール
- アメリカ合衆国・ニューヨーク出身[1]。
- ポジションはフッカー(HO)。
- 身長 186cm、体重 105kg
- ルーマニア代表キャップは12（2024年12月現在）でラグビーワールドカップ2023のルーマニア代表に選ばれた[2]。

## 略歴
ニューヨーク・アスレチッククラブRFC、ラグビー・ユナイテッド・ニューヨーク、オールドグローリーDC、CSMシュティインツァ・バヤ・マーレ、ルーマニアン・ウルブズを経て、2024年、CSAステアウア・ブクレシュティに復帰。